# Ámok (film, 2005)
Az Ámok (eredeti címén Havoc) 2005-ben bemutatott, amerikai–német koprodukcióban készült bűnügyi filmdráma, melyet Stephen Gaghan és Jessica Kaplan forgatókönyvéből Barbara Kopple rendezett. A főbb szerepekben Anne Hathaway, Bijou Phillips, Mike Vogel, Shiri Appleby, Freddy Rodríguez, Joseph Gordon-Levitt, Channing Tatum, Michael Biehn és Laura San Giacomo látható. A film forgatókönyvét  írta.
A filmet számos filmfesztiválon bemutatták, mielőtt 2005. november 29-én közvetlenül DVD-n adták volna ki.

## Cselekmény
A történet elkényeztetett Los Angeles-i fiatalokat követ nyomon, akik önszántukból belekóstolnak az utcai élet, a kábítószerek és a bűnözés világába, melynek során meggyűlik a bajuk egy kábítószerkereskedő bandával.

## Szereplők
| Szerep         | Színész              | Magyar hang        |
| -------------- | -------------------- | ------------------ |
| Allison Lang   | Anne Hathaway        | Bogdányi Titanilla |
| Emily          | Bijou Phillips       | Szabó Zselyke      |
| Amanda         | Shiri Appleby        | Molnár Ilona       |
| Stuart Lang    | Michael Biehn        | Péter Richárd      |
| Sam            | Joseph Gordon-Levitt | Előd Botond        |
| Eric           | Matt O’Leary         | Tóth Barna         |
| Hector         | Freddy Rodríguez     |                    |
| Joanna Lang    | Laura San Giacomo    |                    |
| Toby           | Mike Vogel           | Bódy Gergely       |
| Chino          | Raymond Cruz         |                    |
| Sasha          | Alexis Dziena        |                    |
| Tony           | Aaron Hernan         |                    |
| Nick           | Channing Tatum       | Molnár Levente     |
| Carlos         | Arturo Peniche       |                    |
| Josh Rubin     | Josh Peck            |                    |
| Ricardo        | Manuel Ojeda         |                    |
| Luis Jose      | Francisco Gattorno   |                    |
| Cindy          | Nailea Norvida       |                    |
| Mr. Rubin      | Sam Hennings         | Juhász Zoltán      |
| Mrs. Rubin     | Cecilia Peck         |                    |
| Todd Rosenberg | JD Pardo             |                    |
| önmaga         | Robert Shapiro       |                    |
| Maris hadnagy  | Sam Bottoms          |                    |
| szökevény      | Laura Breckenridge   |                    |